# Frkljevci
Frkljevci falu Horvátországban, Pozsega-Szlavónia megyében. Közigazgatásilag Pleterniceszentmiklóshoz tartozik.

## Fekvése
Pozsegától légvonalban 13, közúton 15 km-re délkeletre, községközpontjától 3 km-re délkeletre, a Dilj-hegység nyugati lejtői alatt fekszik.

## Története
A település plébániáját és Péter nevű papját „Ferogeleti” néven 1335-ben a pápai tizedjegyzékben említik először. 1450-ben „Ferklewcz, Ferklyewcz” alakban nemesi névben találjuk.
A középkorban várral rendelkező uradalmi székhely volt, a várat azonban 1471-ben királyi rendeletre annak birtokosa Huszár Balázs hűtlensége miatt lerombolták. A falu 1536-ban került török uralom alá. Az 1545-ös török defter a pleternicai náhije részeként említi.
1698-ban „Ferklyevczi” néven 9 portával szerepel a török uralom alól felszabadított szlavóniai települések összeírásában. Az 1702-ben 18, 1730-ban 26, 1746-ban 25 ház állt a településen.
Az első katonai felmérés térképén „Dorf Ferklievczi” néven található. Lipszky János 1808-ban Budán kiadott repertóriumában „Ferklyevczy” néven szerepel. Nagy Lajos 1829-ben kiadott művében „Ferklyevczi” néven összesen 29 házzal, 169 katolikus vallású lakossal találjuk.
A településnek 1857-ben 207, 1910-ben 402 lakosa volt. 1910-ben a népszámlálás adatai szerint lakosságának 92%-a horvát, 4%-a szerb, 3%-a cseh anyanyelvű volt. Pozsega vármegye Pozsegai járásának része volt. Az első világháború után 1918-ban az új szerb-horvát-szlovén állam, majd később (1929-ben) Jugoszlávia része lett. 1991-ben lakosságának 86%-a horvát nemzetiségű volt. A településnek 2011-ben 345 lakosa volt.

## Lakossága
| Lakosság változása | Lakosság változása | Lakosság változása | Lakosság változása | Lakosság változása | Lakosság változása | Lakosság változása | Lakosság változása | Lakosság változása | Lakosság változása | Lakosság változása | Lakosság változása | Lakosság változása | Lakosság változása | Lakosság változása | Lakosság változása |
| ------------------ | ------------------ | ------------------ | ------------------ | ------------------ | ------------------ | ------------------ | ------------------ | ------------------ | ------------------ | ------------------ | ------------------ | ------------------ | ------------------ | ------------------ | ------------------ |
| 1857               | 1869               | 1880               | 1890               | 1900               | 1910               | 1921               | 1931               | 1948               | 1953               | 1961               | 1971               | 1981               | 1991               | 2001               | 2011               |
| 207                | 208                | 177                | 265                | 361                | 402                | 362                | 478                | 358                | 359                | 388                | 393                | 382                | 400                | 385                | 345                |

## Oktatás
A településen a pleternicai elemi iskola területi iskolája működik.